# William Chester Minor
William Chester Minor, né le 22 juin 1834 dans la Ceylan britannique et mort le 26 mars 1920 à Hartford (Connecticut), est un chirurgien américain qui a été un des contributeurs bénévoles les plus importants de l'Oxford English Dictionary pendant ses années d'internement dans un asile psychiatrique britannique.

## Biographie
William Chester Minor est né le 22 juin 1834 sur l'île de la Ceylan britannique dans une famille nombreuse dont les parents étaient des missionnaires américains (congrégationnistes) originaires de Nouvelle-Angleterre.
Il fut envoyé aux États-Unis à l'âge de 14 ans ; il fit ses études de médecine à l'université de Yale et obtient son diplôme en 1863.
Il s'engagea dans la guerre de Sécession, comme chirurgien, avec le grade de capitaine, mais fut nerveusement affecté par les atrocités commises dans les deux camps.

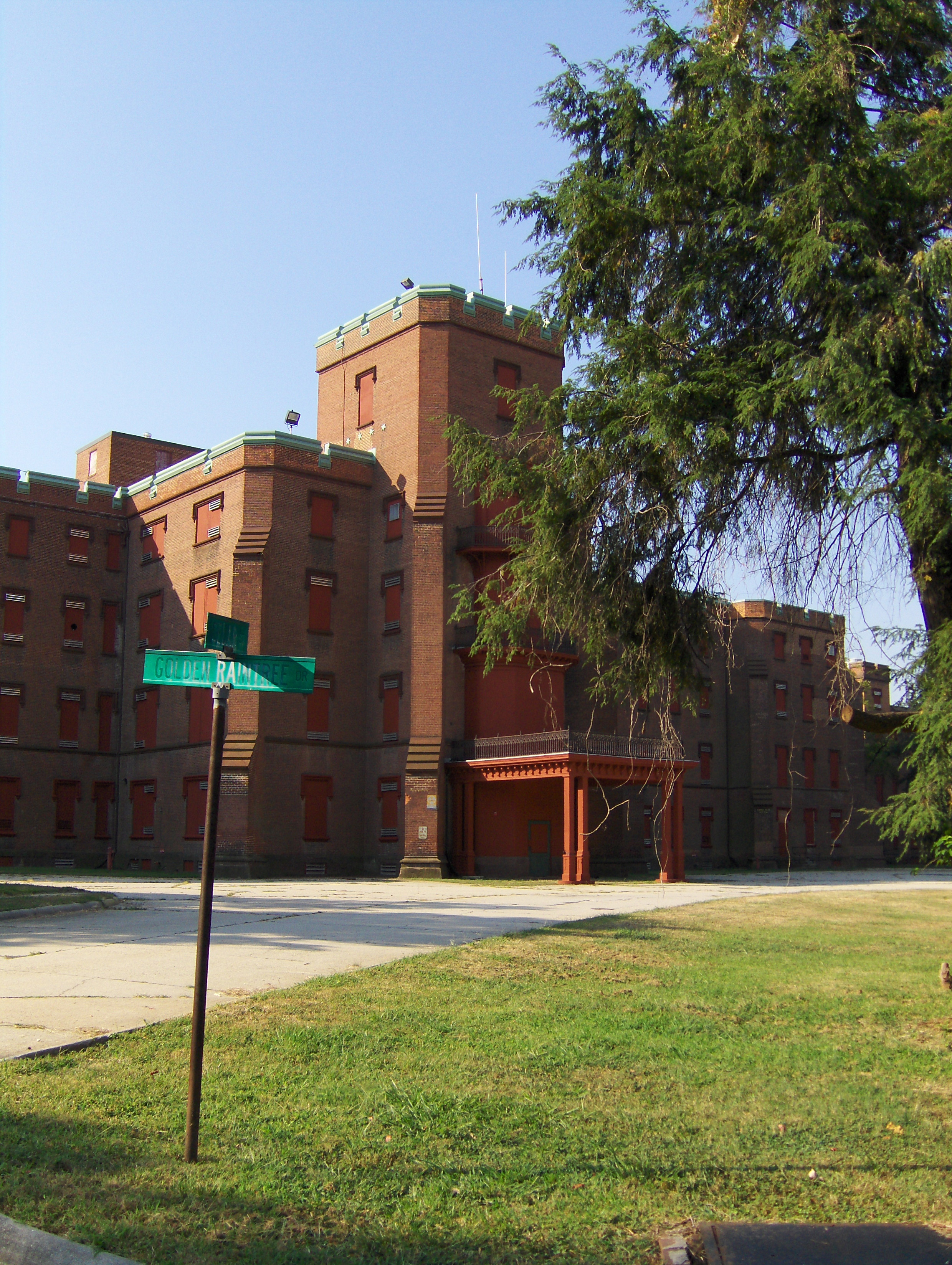
Bâtiment central de l'asile américain, datant de la guerre de Sécession, aujourd'hui abandonné.

En 1868, il fut interné au St. Elizabeths Hospital à Washington.
En 1871, il s'embarqua pour un tour culturel en Europe et s'installa à Londres, mais son état de santé continua de s'aggraver et son comportement paranoïaque aboutit, le 17 février 1872, à l'assassinat d'un ouvrier anglais, père de famille nombreuse. Il fut alors interné dans l'asile de Broadmoor (Crowthorne, Berkshire), pendant trente ans.
Comme il recevait une pension importante de l'armée américaine, il put bénéficier de quartiers relativement confortables et se constituer une bibliothèque personnelle. La veuve de l'homme dont il était meurtrier lui aurait rendu visite à plusieurs reprises et l'aurait approvisionné régulièrement en livres. Mais cette information, donnée par Winchester dans son récit, n'est pas corroborée par le dépouillement des archives de l'asile de Broadmoor.

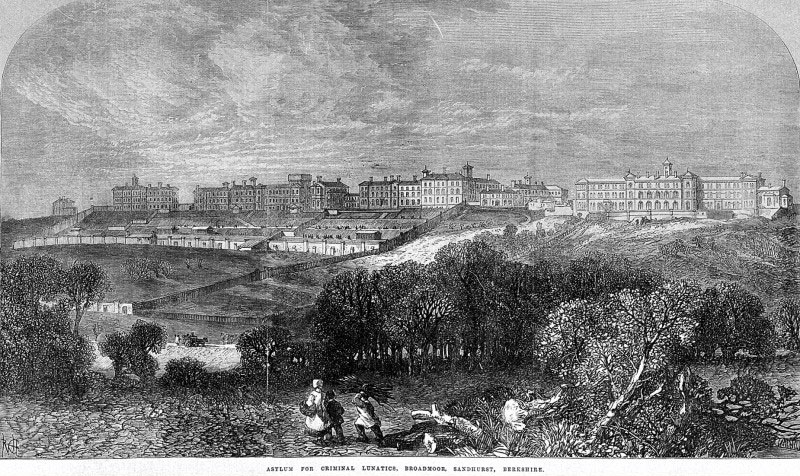
L'asile de Broadmoor en 1867, Illustrated London News.

Il entendit parler des appels à contribution du lexicographe James Murray, l'éditeur de l’Oxford English Dictionary : il s'agissait de relever l'ensemble des mots de la langue anglaise à partir d'une liste d'auteurs et d'ouvrages. Il utilisa son temps libre à parcourir les ouvrages selon les directives reçues, et lui envoya des fiches pendant plus de vingt ans. Il contribua ainsi à son élaboration.
En janvier 1891, James Murray rendit visite en personne à ce contributeur inhabituel très assidu, au point d'être reconnu comme le second plus important fournisseur en entrées pour le dictionnaire. Comme le remarque P.-C. Cathelineau, « cette intelligence du signifiant, cette facilité et cette rigueur ne sont sans doute pas sans rapport avec le cas de certains surdoués dont, curieusement, l’aisance par rapport au symbolique signe la psychose, mais peut donner sa place au sinthome ».
Mais sa santé mentale se détériora en 1902, il se mutila, se châtrant. Il fut renvoyé aux États-Unis en 1910 dans son premier hôpital psychiatrique, après une décision prise par Winston Churchill alors ministre de l'intérieur. Il mourut en mars 1920.